# Gypsy Train
Gypsy Train est une chanson du groupe californien Toto, enregistrée sur leur huitième album studio Kingdom of Desire. Il s'agit de la première piste de l'album, qui n'est cependant pas sortie en single.

## Description
Ce disque marque un renouveau dans le son de Toto, puisque Steve Lukather, le guitariste est au chant dans tous les morceaux, y compris celui-ci. En effet, le son du groupe des années 1990 a grandement changé par rapport à celui des années 1980 (avec Joseph Williams au chant et un son plus pop que rock), devenant beaucoup plus électrique.
Le genre musical sur ce morceau s'approche du hard rock, puisque les riffs de guitares et la batterie sont largement dominants ; les claviers de David Paich sont inexistants. Le morceau débute par des roulements de toms de Jeff Porcaro à la manière rock 'n' roll des années 1950, la guitare et la voix de Lukather sont énergiques durant toute la chanson. Deux solos de guitare, aux allures de rock psychédélique, la clôturent.

## Composition du groupe en 1992
- Steve Lukather : guitares et chant
- David Paich : claviers
- Jeff Porcaro : batterie, percussions
- Mike Porcaro : basse

## Autres versions
- Le titre a été repris en live dans l'album Papa Was a Sexy Dancer (1992).